# Atle Bilsback
Atle Bilsback (9 novembre 1946) è un ex calciatore norvegese, di ruolo difensore.

## Carriera

### Club
Bilsback ha giocato per il Brann in due periodi distinti, prima dal 1964 al 1965 e poi dal 1969 al 1978. Con questa maglia, ha vinto due edizioni del Norgesmesterskapet: 1972 e 1976. In carriera, ha totalizzato 8 presenze nelle competizioni europee per club.

### Nazionale
Ha rappresentato la Norvegia under 19.

## Palmarès

### Club
- Coppa di Norvegia: 2

Brann: 1972, 1976